# Vittorio Mancini (lottatore)
Vittorio Mancini (San Marino, 24 luglio 1936) è un ex lottatore sammarinese, specializzato nella lotta libera.

## Biografia
Nato a San Marino nel 1936, gareggiava nella classe di peso dei 57 kg (pesi gallo) della lotta libera.
A 24 anni ha partecipato ai Giochi olimpici di Roma 1960, nei pesi gallo, perdendo sia il primo che il secondo turno, rispettivamente contro l'irlandese Dermot Dunne e l'iraniano Mohamed Mehdi Yaghoubi.